# Hans Zangemeister
Hans Eberhard Zangemeister (* 11. Februar 1907 in Königsberg i. Pr.; † 30. Januar 1970 in Hamburg) war ein deutscher HNO-Arzt, Audiologe und Hochschullehrer in Königsberg und Hamburg.

## Leben

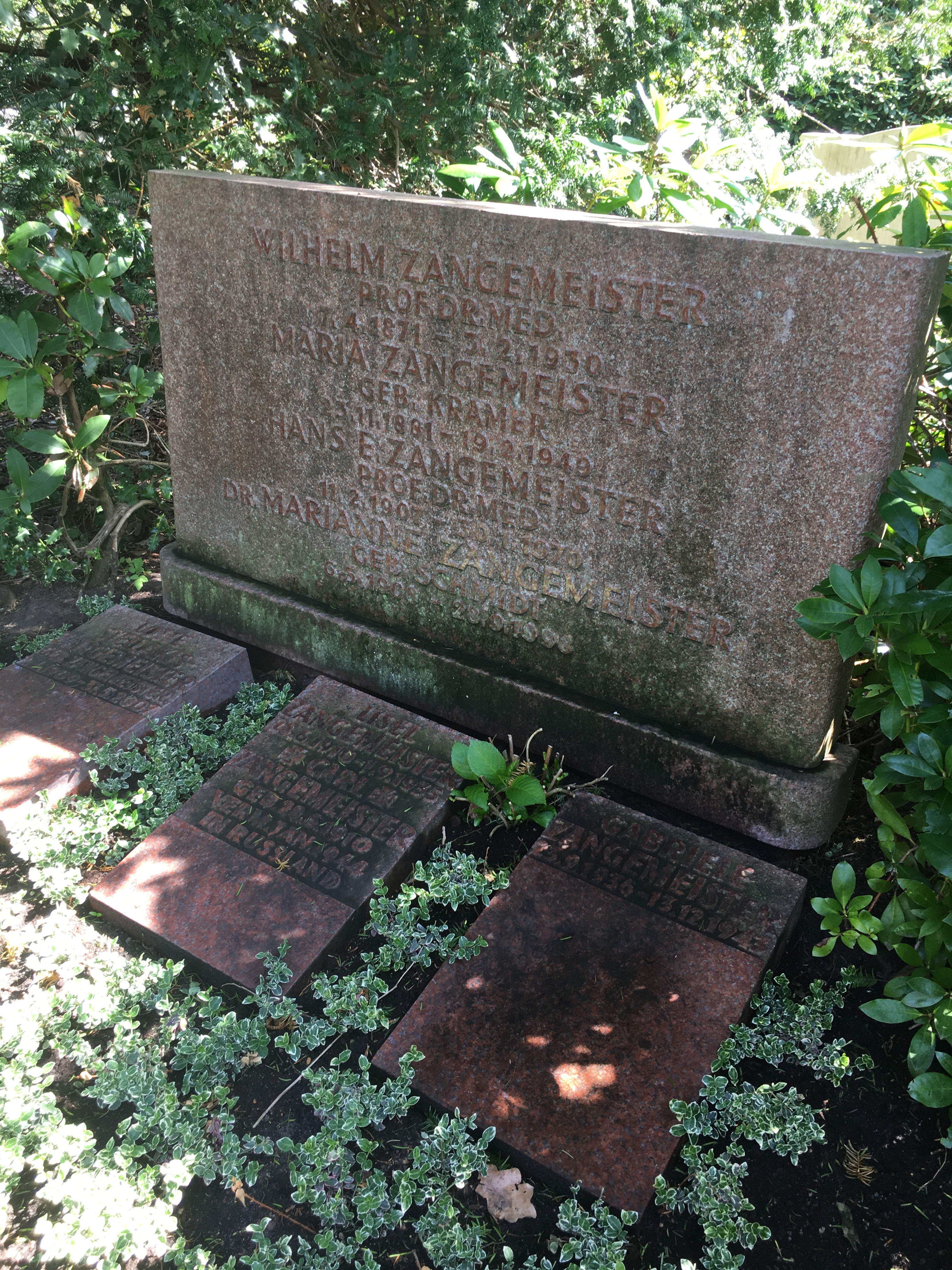
Grabstätte auf dem Friedhof Ohlsdorf

Seit 1928 war Zangemeister Mitglied des Corps Rhenania Freiburg. Als Sohn des letzten Königsberger Ordinarius für Gynäkologie Wilhelm Zangemeister studierte und promovierte Zangemeister an der Albertus-Universität Königsberg. 1943 habilitierte er sich an der Universität Hamburg., widmete sich Zangemeister im Universitätsklinikum Hamburg-Eppendorf besonders den Erkrankungen des Innenohrs. Ihnen galten über fünfzig seiner achtzig Publikationen. Er betrieb die Fortentwicklung der Audiometrie und führte 1958 die in Hamburg erste Steigbügelplastik bei Otosklerose aus. Mit Hermann Frenzel (1895–1967) von der Georg-August-Universität Göttingen, dem Erfinder der Frenzelbrille, gründete er 1949 in Goslar die Arbeitsgemeinschaft Deutscher Audiologen. Er gewann die konkurrierende Innung der Hörgeräteakustiker für eine Zusammenarbeit mit dem Verband der Deutschen Ohrenärzte. Zangemeister war verheiratet mit Marianne geb. Schmidt. Der Hamburger Neurologe Wolfgang H. Zangemeister (* 1945) ist beider Sohn.
Hans Zangemeister ruht neben seinem Vater auf dem Friedhof Ohlsdorf im Planquadrat AA 28 südwestlich von Kapelle 6.

## Schriften
- Beitrag zur Frage der Agranulozytose. Dissertation, Universität Königsberg, 1933
- Fortschritte in der Erkennung und Beurteilung von Hörstörungen. Eur Arch Oto-Rhino-Laryngology 156 (1950), 289–301, doi:10.1007/BF02121591
- Ability of hearing - ultrasound and possibilities of its utilization for diagnosis. Acta Oto-Laryngologica 39 (1951), S. 263–267
- mit Hans Kietz: Einführung in die Audiometrie: Physik und Klinik. Verlag für Angewandte Wissenschaften, Wiesbaden 1953